# Station Hamburg-Fischbek
Station Hamburg-Fischbek (Haltepunkt Hamburg-Fischbek, kort Haltepunkt Fischbek) is een spoorwegstation in het stadsdeel Neugraben-Fischbek van de Duitse plaats Hamburg, in de gelijknamige stadstaat. Het station is onderdeel van de S-Bahn van Hamburg en alleen treinen van de S-Bahn stoppen op het station. Het station ligt aan de spoorlijn Lehrte - Cuxhaven. Het station telt twee perronsporen.

## Treinverbindingen
De volgende S-Bahnlijn doen station Fischbek aan:
| Serie | Treinsoort        | Route | Bijzonderheden |
| ----- | ----------------- | --- | -------------- |
|       | S-Bahn (DB Regio) | Elbgaustraße – Eidelstedt – Dammtor – Hauptbahnhof – Harburg – Harburg Rathaus – Neugraben – Fischbek – Buxtehude – Stade |                |